# Scenopinus pallidipennis
Scenopinus pallidipennis är en tvåvingeart som först beskrevs av Paramonov 1955.  Scenopinus pallidipennis ingår i släktet Scenopinus och familjen fönsterflugor. Inga underarter finns listade i Catalogue of Life.